# Константин Деян
Константин Деян, наричан и Константин Драгаш, е самостоятелен (според сръбската историография сръбски) средновековен владетел на Велбъждкото деспотство от 1378 г. до 1395 г.
Константин е син на сръбския велможа и деспот Деян Драгаш от първия му брак с Владислава, знатна девойка, произхождаща от болярски род, или с Теодора-Евдокия (според някои схващания еднокръвна сестра на сръбския цар Стефан Душан).

## Биография
При завладяването на балканските земи от османските турци, Константин Деян се признава за васал на Мурад I с цел да запази целостта и обособеността на владението си, както и собствеността и живота на поданиците си. В историческата наука съществува предположение, че взима участие в Косовската битка на страната на Мурад I /заедно с Крали Марко/, воден освен от васалските си задължения, но и по политически и користни съображения /заграбване на част от неговите бащини владения от Лазар Храбелянович/. Вероятно за Косовския бой (1389 г.) изпраща подкрепления на Мурад I към войската му, понеже тя преминава за Косово поле през Велбъждското деспотство.
Деспот Константин Деян загива заедно с Крали Марко /също османски васал/, сражавайки се на страната на Баязид I в битката при Ровине срещу влашкия владетел Мирчо Стари /единственият влашки владетел в историята, който успява да завоюва Добруджа – малко време преди тази битка, стигайки в поход до Карнобатското поле/ в днешна Румъния през 1395 година.
Според някои историци, малко преди смъртта си, деспот Константин Деян започва строежа на Погановския манастир „Свети Йоан Богослов“.
На името на Константин Деян османските турци кръщават град Велбъжд – Кюстендил, т.к. практиката им е била да назовават завладените от тях селища, по името на последния им християнски владетел. През 1934 г. на него е именувано и село Драгаш войвода в община Никопол.

## Хипотеза
Според една хипотеза на Йордан Иванов Константин Деян е женен за Кера Тамара, дъщерята на българския цар Иван Александър. Именно като зет на царя, според Иванов, Константин е изобразен в Лондонското евангелие на Иван Александър до Кера Тамара, където е посочен като „Константин деспот, зет на великия цар Иван Александър“. Сред аргументите, които историкът посочва в подкрепа на тезата си, са двуглавите орли, с които са украсени одеждите на деспот Константин от миниатюрата. Българският учен тълкува този хералдически символ като герб на династията Неманичи, роднинските връзки с която Драгашите изтъкват неведнъж. Така в една своя грамота от 20 май 1380 г. Константин Драгаш посочва, че смята за свои „прародители и предходници“ сръбските царе.
Тезата на Иванов обаче не се приема от повечето историци. Известно е, че през 1371 г. Кера Тамара е вече вдовица, докато Константин Драгаш е починал чак през 1395 г. Следователно по-вероятно е деспот Константин от Лондонското евангелие да е друга (различна) личност, за която не се знае нищо повече, освен че става въпрос за царски зет, носил титлата „деспот“ (виж Константин Балшич). В средновековната българска църква в с. Станичене е открито погребение на най-високопоставен български феодал, управлявал Нишката област на царството, облечен в такава златотъкана дреха с везани двуглави орли и с шест царски монограма на Иван Александър „Цар на българи и гърци“. В действителност Кера Тамара вероятно е била омъжена за друг Константин, български деспот, починал цели две десетилетия преди Константин Драгаш.

## Потомци
Константин Деян има дъщеря и син.
Дъщеря му Елена Драгаш през 1393 г. се омъжва за византийския император Мануил II Палеолог и става византийска императрица. Елена Драгаш има двама синове, последните двама византийски императори – Йоан VIII Палеолог и Константин XI Палеолог, явно кръстени на нейния баща и чичо – Константин Драгаш и Йоан Драгаш.
Синът му Яков Драгаш го наследява през 1395 г. като велбъждски деспот. Скоро приема исляма и името Якуб, като запазва владенията си до смъртта си. Наследен е от сина си Юсуф, роден като Стефан Драгаш и също ислямизиран, като през 1452 г. султан Мехмед II централизира империята и Велбъждското деспотство окончателно изчезва от политическата карта.
Константин Деян, посредством последните византийски василевси и наследници на римските императори, е чрез Тома Палеолог и София Палеологина, прародител на първия руски цар Иван Грозни.